# Béatrice Bellisa
Béatrice Bellisa, de son vrai nom Beatrice Reine Isabelle Altemer, née le 22 Janvier 1922 à Boueni, décédée le 23 Juillet 2014 à Issy-Les-Moulineaux, est une spécialiste du développement personnel.

## Biographie
Elle a notamment introduit avec son fils Stéphane Donadey la méthode Gordon en France, ainsi que le focusing.